# Fifth Harmony
Fifth Harmony var en amerikansk musikgrupp som bildades under andra säsongen av den amerikanska versionen av The X Factor. Gruppen består av Ally Brooke, Normani Kordei, Dinah Jane och Lauren Jauregui. Den femte medlemmen, Camila Cabello, lämnade gruppen i december 2016. En månad efter X Factor skrev de kontrakt med Syco Music, som ägs av Simon Cowell, samt Epic Records, L.A Reids skivbolag. Detta efter att de slutat på en tredjeplats bakom Tate Stevens och Carly Rose Sonenclar under tävlingen. Efter det har de släppt en EP och tre album.
Deras debutsingel "Miss Movin' On" nådde placering 76 på US Billboard Hot 100 och blev certifierad Guld av Recording Industry Association of America (RIAA) för att ha sålt mer än en halv miljon digitala nedladdningar. Deras debut-EP, Better Together släpptes 2013 och nådde en sjätteplats på Billboard 200. Fifth Harmony vann Artist to Watch-priset på MTV Video Music Awards 2014.
Gruppen släppte sitt debutalbum Reflection i februari 2015. Albumet gick in som nummer fem på Billboard 200, med 80 000 sålda skivor under den första veckan och stöttades av gruppens första stora turné: the Reflection Tour. Singlarna från albumet: "BO$$" och "Sledgehammer" har tilldelats platinacertifikat. "Worth It" har uppnått trippel-platina i USA. "Worth It" var även gruppens första låt att nå topp-15 i USA, efter att ha nått placering 12 på Billboard Hot 100. Låten nådde topp tio i tretton andra länder. Fifth Harmony är de som är mest framgångsrika från X Factor USA och har också bedömts vara de mest inflytelserika som medverkat i tävlingen.
"Work from Home", första singeln från deras andra album 7/27 (2016), blev gruppens första singel att ta sig in på top 10 i US Billboard Hot 100, och den första top 5 placeringen av en tjejgrupp på ett årtionde!
Deras utmärkelser inkluderar en iHeartRadio Music Award, tre MTV Europe Music Awards, tre MTV Video Music Awards, en American Music Award, en Billboard Women In Music Award och sju Teen Choice Awards. Fram till December 2016 har Fifth Harmony sålt totalt 424,000 album, 7 miljoner digitala låtar och tjänade 1,6 miljarder on demand-strömmar i USA, enligt Nielsen Music.

## Medlemmar

### Ally Brooke
Ally Brooke Hernandez föddes i San Antonio, Texas den 7 juli 1993. Hennes föräldrar heter Jerry och Patricia Hernandez. Ally har en äldre bror som heter Brandon. Ally är av mexikansk härkomst och är en av två latinamerikanskor i bandet.
Ally provsjöng för The X Factor i Austin, Texas när hon var 19 år, med en låt av den latinska popsångerskan Jaci Velasquez.

### Normani Kordei
Normani Kordei Hamilton föddes i Atlanta, Georgia den 31 maj 1996. Hennes föräldrar heter Derrick och Andrea Hamilton. Hon tillbringade sina tidiga år i New Orleans. Hennes familj flyttade till Houston, Texas efter orkanen Katrina år 2005. Normani har två äldre halvsystrar, Arielle och Ashlee. Hamilton har uppträtt sedan hon var tre, och var en prisbelönt dansare och gymnast innan hon spelade in sin första singel vid 13 års ålder.

### Lauren Jauregui
Lauren Michelle Jauregui Morgado föddes i Miami, Florida den 27 juni 1996. Hennes föräldrar heter Michael Jauregui och Clara Morgado . Hon har två syskon, Taylor och Chris Jauregui. Jauregui är av kubansk härkomst. 
Vid 16 års ålder provspelade Jauregui för The X Factor i Greensboro, North Carolina med låten "If I Ain't Got You" av Alicia Keys. Hon fick fyra "ja" och tilläts att gå vidare till bootcamp. Hon eliminerades sedan, men togs senare tillbaka för att bilda vad som nu är Fifth Harmony.

### Dinah Jane
Dinah Jane Hansen föddes i Santa Ana, Kalifornien den 22 juni 1997. Hennes föräldrar heter Gordon och Milika Fot'aika. Hon är äldst av sex syskon. Hon är av polynesiskt, tonganskt och danskt ursprung. Hansen provspelade för The X Factor med låten "If I Were a Boy" av Beyoncé, L.A. Reid uppgav att hon "tog låten till platser som även Beyoncé inte kunnat".

## Tidigare medlemmar

### Camila Cabello
Karla Camila Cabello Estrabao föddes i Havanna, Kuba, uppvuxen i Miami, Florida, USA den 3 mars 1997. Hennes föräldrar heter Alejandro och Sinuhe Cabello. Hon har en lillasyster som heter Sofía. Hennes pappa är mexikansk och hennes mamma är kubansk. Vid fem års ålder hade Cabello bott i Havanna och Mexiko, efter det flyttade hon permanent till Miami, Florida.
Cabello provspelade för The X Factor i North Carolina. Hon provspelade först för producenternas del av audition och fick ett samtal tillbaka, som sa att hon skulle få möjligheten att provspela för domarna som ett alternativ, om de hade tid. Hennes audition fick ett "ja " från alla fyra domare. Efter utslagning under bootcamp, kallades Cabello tillbaka till scenen tillsammans med fyra andra tävlande för att bilda tjejgruppen som senare skulle bli känd som Fifth Harmony.
Den 19 december 2016 meddelade Fifth Harmony att Camila lämnat bandet.

## Sverigetopplistanplaceringar

### Singellistan
| singel         | högsta Placering | År   |
| -------------- | ---------------- | ---- |
| Work from home | 8                | 2016 |
| Worth it       | 63               | 2015 |
| sledgehammer   | 75               | 2015 |
| Down           | 85               | 2017 |

### Albumlistan
| Album         | högsta Placering | År   |
| ------------- | ---------------- | ---- |
| Reflection    | 26               | 2015 |
| 7/27          | 6                | 2016 |
| fifth harmony | 21               | 2017 |

## Certifikat i Sverige
|                | Sålda exemplar | Certifikat |
| -------------- | -------------- | ---------- |
| Sledgehammer   | 20 000         | Guld       |
| Worth It       | 40 000         | Platina    |
| Work From Home | 160 000        | 4xPlatina  |

## Tunéer
| - 2013: Harmonize America Tour - 2013: Fifth Harmony Theatre Tour - 2014: Worst Kept Secret Tour - 2014: Fifth Times a Charm Tour - 2015: The Reflection Tour - 2016/2017: The 7/27 Tour - 2017/2018: The PSA tour - 2013: I Wish Tour (Cher Lloyd) - 2014: Neon Lights Tour (Demi Lovato) - 2014: Live on Tour (Austin Mahone) |